# Xenandra nigrivenata
Xenandra nigrivenata is een vlindersoort uit de familie van de prachtvlinders (Riodinidae), onderfamilie Riodininae.
Xenandra nigrivenata werd in 1913 beschreven door Schaus.